# Cheiraster capillatus
Cheiraster capillatus is een zeester uit de familie Benthopectinidae.
De wetenschappelijke naam van de soort werd in 1981 gepubliceerd door Jangoux.